# Mount Myers
Myers är ett berg i Antarktis. Det ligger i Östantarktis. Nya Zeeland gör anspråk på området. Toppen på Myers är 645 meter över havet, eller 456 meter över den omgivande terrängen. Bredden vid basen är 6,6 km.
Terrängen runt Myers är varierad. Havet är nära Myers åt sydost. Trakten är obefolkad. Det finns inga samhällen i närheten.